# مشروع تانغو

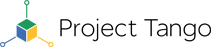
الشعار المستخدم لمشروع تانغو

مشروع تانغو (بالأنجليزية : Project Tango) هو الاسم الرمزى لمشروع تحت التطوير من قبل قسم المشاريع و التقنيات المتقدمة التابع لشركة جوجل, النماذج الأولية لمشروع تانغو هي أجهزة محمولة ذكية (هواتف و أجهزة لوحية) قائمة على نظام أندرويد تمتلك هذه الأجهزة خاصية الأدراك المكاني للبيئة التي يتواجد فيها الجهاز بواسطة تتبع الحركة الثلاثية الأبعاد الكاملة للجهاز والتقاط شكل البيئة المحيطة في الوقت الحقيقي (real-time) وذلك عن طريق إضافة نظام رؤية كمبيوتري متطور وخاصية معالجة الصورة ومتحسسات و اجهزة استشعار متخصصة.

حزمة أدوات تطوير البرمجيات (SDK) الخاصة بالمشروع متاحه الآن من قبل شركة جوجل لمصممي و مطوري البرامج و التطبيقات، حيث من المتوقع ان يدخل مشروع تانغو في العديد من المجالات مثل تطبيقات الواقع المعزز (AR) و الواقع الافتراضي (VR), العاب الفيديو , تطبيقات الملاحة (Navigation) والعديد من المجالات المختلفة الأخرى.

## التقنيات الأساسية للمشروع[2]
- تتبع الحركة (Motion tracking) يسمح للأجهزة بتحديد الموقع و الأتجاه، مما يعطي معلومات حول حركة الجهاز في مجال ثلاثي الأبعاد وفي الوقت الحقيقي.
- التعرف على المناطق (Area learning) حيث ان أجهزة مشروع تانغو يمكنها التعرف على العالم المحيط بها.
- إدراك العمق(Depth perception) أجهزة مشروع تانجو تحتوي على نوع جديد من أجهزة الاستشعار (PMD) التي يمكنها ان تحلل وتعي معلومات العمق، هذه الفئة الجديدة من أجهزة الاستشعار تستخدم ضوء الأشعة تحت الحمراء لتقدير العمق استنادا إلى الكيفية التي يتشكل بها ضوء الأشعة بواسطة الأجسام المحيطة.

## وصلات خارجية
https://www.google.com/atap/project-tango/
http://www.independent.co.uk/life-style/gadgets-and-tech/news/project-tango-google-technology-to-3dscan-the-whole-world-could-be-in-phones-this-year-10018821.html